# Earl Babbie
Earl Robert Babbie (* 8. ledna 1938 Detroit) je americký sociolog, emeritní profesor behaviorálních věd na Chapmann University. Přestože je autorem několika výzkumných článků a monografií, je nejlépe známý díky svým učebnicím metod sociálního výzkumu, jež se staly populárními materiály na vysokých školách po celých Spojených státech i ve světě. Jeho asi nejznámější publikací se stala učebnice The Practice of Social Research prvně publikovaná roku 1975. Jeho díla byla přeložena do mnoha jazyků.
Aktuálně[kdy?] je členem Americké sociologické asociace a bývalým prezidentem Pacifické a Kalifornské sociologické asociace. V současné době žije v Hot Springs Village v Arkansasu.

## Život
Narodil se v Detroitu roku 1938, vyrůstal v New Hampshire. Prvně byl ženatý od roku 1965 s Sheilou Trimble. Roku 1969 se mu narodil syn Aaron Robert Babbie. První manželství mu vydrželo do roku 2007, přičemž následujícího roku se znovu oženil, tentokrát se Suzanne Robertsovou.

## Vzdělání
Roku 1956 nastoupil na Harvard College, díky vysokoškolskému výcvikovému programu NROTC pro důstojníky amerického námořnictva a námořní pěchoty, kde odpromoval s titulem BA v oboru sociální vztahy. Tři roky následně sloužil u námořní pěchoty, převážně v Asii. Poté nastoupil na postgraduální studium na Kalifornské univerzitě Berkeley, kde získal titul MA a později roku 1969 dokonce i titul PhD.

## Učitelství
Mezi léty 1968–1979 vyučoval sociologii na univerzitě Hawaii. Následně nechal učení a osm let věnoval napsání jeho knih a publikací. Na Chapmann university v Jižní Kalifornii nastoupil roku 1987. V lednu 2006 skončil s výukou, ale zůstal aktivním členem komunity kampusu jako emeritní profesor Campbell.

## Práce spisovatele
Jako autor se proslavil především svými učebnicemi, které jsou využívány na univerzitách nejen ve Spojených státech, ale po celém světě. Jeho nejznámějším dílem je učebnice The practice of social research, která vyšla již v patnácti vydáních a byla přeložena do mnoha světových jazyků. Kromě učebnic je však také autorem mnoha monografií a vědeckých prací.

## Členství v sociologických asociacích
Během svého života působil hned v několika sociologických organizacích. Tou nejvýznamnější je zřejmě ASA (Americká sociologická asociace), kde byl později dokonce jedním z členů představenstva. Je také bývalým prezidentem Kalifornské sociologické asociace a Pacifické sociologické asociace.

## Úspěchy a ocenění
V roce 1988 byl na Carolina State University prohlášen za významného hostujícího profesora. V roce 2000 pak od Asociace aplikované sociologie získal cenu Lestera Franka Warda za významný přínos do aplikované sociologie.
Velké pocty se Babbiemu rovněž dostalo v roce 2012, kdy bylo na Chapmanově univerzitě uvedeno do chodu Výzkumné centrum Earla Babbieho. Toto centrum pomáhá studentům a profesorům uskutečňovat výzkumy zaměřené na lidská práva, udržitelnost životního prostředí, sociální rovnost a další důležitá témata. Babbieho centrum je v současné době rozděleno do tří hlavních výzkumných oddělení. Jsou jimi oddělení násilí a radikalizace, oddělení amerických hrozeb a oddělení sociální spravedlnosti.

## Projekt "Solution Without Problems"
Jedná se o online projekt založený Earlem Babbiem v roce 2016. Hlavním cílem projektu je poukázat na to, že ve světě jsou řešeny ještě neexistující, domnělé problémy. A často jejich řešením dochází k vytváření problémů skutečných. Konkrétními příklady "neexistujících problémů" uvedených v projektu Solution without problems jsou například zákaz manželství lidí stejného pohlaví, zákaz marihuany či vpád amerických vojáků do Iráku v roce 2003.

## Dílo
- To Comfort and to Challenge (1967)

- Oakland in Transition (1969)
- Science and Mortality in Medicine (1970)
- Survay research method (1973)
- The practice of social research (1975, v roce 2020 15. vydání)
- Sociology: An Introduction (1980)
- Understanding Sociology (1982)
- The sociological spirit: Critical Essays in Critical Science (1987)
- What is society? (1993)
- Research Methods for Criminal Justice and Criminology (1995)
- The Basics of Communication Research (2004)